# Rony Martínez
Rony Darío Martínez Alméndarez (Olanchito, 16 oktober 1988) is een Hondurees voetballer die als aanvaller speelt voor CD Real Sociedad in de Liga Nacional de Honduras.

## Interlandcarrière
Op 2 juni 2013 debuteerde Martinez voor Honduras in een vriendschappelijke wedstrijd tegen Israël (0–2). Met Honduras nam hij deel aan de CONCACAF Gold Cup 2013, waarbij tegen Haïti trefzeker was. Op 6 mei 2014 maakte bondscoach Luis Fernando Suárez bekend hem mee te zullen nemen naar het wereldkampioenschap in Brazilië.
| Interlands van Rony Martínez voor Honduras | Interlands van Rony Martínez voor Honduras | Interlands van Rony Martínez voor Honduras | Interlands van Rony Martínez voor Honduras | Interlands van Rony Martínez voor Honduras | Interlands van Rony Martínez voor Honduras |
| №                                          | Datum                                      | Wedstrijd                                  | Uitslag                                    | Soort wedstrijd                            | Doelpunten                                 |
| Als speler bij CD Real Sociedad            | Als speler bij CD Real Sociedad            | Als speler bij CD Real Sociedad            | Als speler bij CD Real Sociedad            | Als speler bij CD Real Sociedad            | Als speler bij CD Real Sociedad            |
| ------------------------------------------ | ------------------------------------------ | ------------------------------------------ | ------------------------------------------ | ------------------------------------------ | ------------------------------------------ |
| 1.                                         | 2 juni 2013                                | Honduras – Israël                          | 0 – 2                                      | Vriendschappelijk                          | 0                                          |
| 2.                                         | 9 juli 2013                                | Haïti – Honduras                           | 0 – 2                                      | CONCACAF Gold Cup                          | 1                                          |
| 3.                                         | 13 juli 2013                               | Honduras – El Salvador                     | 1 – 0                                      | CONCACAF Gold Cup                          | 0                                          |
| 4.                                         | 22 juli 2013                               | Honduras – Costa Rica                      | 1 – 0                                      | CONCACAF Gold Cup                          | 0                                          |
| 5.                                         | 25 juli 2013                               | Honduras – Verenigde Staten                | 1 – 3                                      | CONCACAF Gold Cup                          | 0                                          |
| 6.                                         | 20 november 2013                           | Honduras – Ecuador                         | 2 – 2                                      | Vriendschappelijk                          | 0                                          |
| 7.                                         | 5 maart 2014                               | Honduras – Venezuela                       | 2 – 1                                      | Vriendschappelijk                          | 0                                          |